# Urmenetea atacamensis
Urmenetea es un género monotípico  de hierba perennifolia perteneciente a la familia Asteraceae. Su única especie,  Urmenetea atacamensis, es originaria de Argentina y Chile.

## Distribución
Es una planta herbácea perennifolia que se distribuye por Argentina en Catamarca, Jujuy y Salta y en Chile en la Región de Antofagasta y la Región de Atacama.

## Taxonomía
Urmenetea atacamensis fue descrita por Rodolfo Amando Philippi y publicado en Florula Atacamensis seu enumeration 201. 1860.
Sinonimia
- Onoseris atacamensis (Phil.) O.Hoffm.[4]